# Tim Renwick

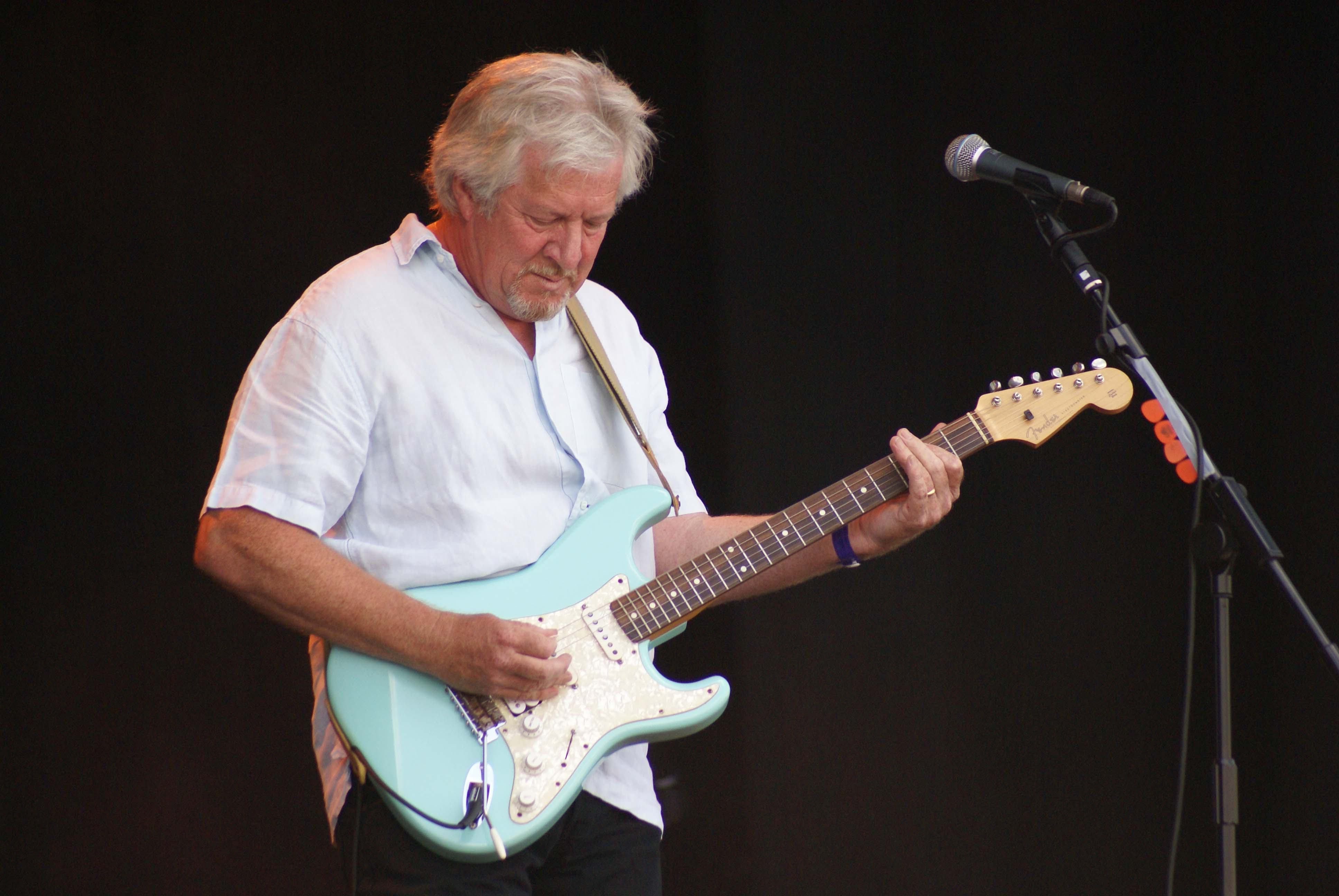
Tim Renwick 2007

Tim Renwick (* 7. August 1949 in Cambridge, Cambridgeshire, England) ist ein britischer Musiker und Gitarrist. Renwick ist bekannt durch die Zusammenarbeit mit verschiedenen namhaften Künstlern wie Pink Floyd, David Bowie, Mike Rutherford, Procol Harum, Elton John, Mike Oldfield, Alan Parsons, Eric Clapton, Al Stewart u. a.
Renwick kam durch seine Schulfreunde Roger Waters und Syd Barrett, den Gründungsmitgliedern der späteren Pink Floyd, schon früh in Kontakt mit experimenteller Rockmusik. Ersten kommerziellen Erfolg hatte Renwick 1969 mit der Band Junior’s Eyes und deren ersten Album Battersea Power Station. Mit dieser Aufnahme erregten sie in der Musikbranche so viel Aufsehen, dass David Bowie die Band spontan zu den Aufnahmen seines Albums Space Oddity einlud.
Dies war für Renwick der Beginn der Kooperation als Tourgitarrist für viele bekannte Künstler. Zunächst aktiv als Livegitarrist für David Bowie, folgten bald Engagements bei Procol Harum (1977 und 1991), Elton John (1980, Welttournee), Mike Oldfield (1982, Welttournee), Roger Waters Solo (1984, Tour zu The Pros and Cons of Hitch Hiking), Eric Clapton (mehrere Konzerte 1985), Pink Floyd A Momentary Lapse of Reason-Tour 1987–1989 (Delicate Sound of Thunder – Tour) sowie 1990 in Knebworth und Division Bell-Tour (1994), Mike & the Mechanics (Tour 1989 und 1996) sowie Alan Parsons (Tour 1999). Zuletzt trat Tim Renwick mit Pink Floyd bei deren Reunion während des Live8-Konzerts in London auf.
Im Jahr 1980 nahm er ein Soloalbum mit dem Namen Tim Renwick auf. Erst 2007 erschien ein weiteres Album Privateer. In den letzten Jahren machte sich Renwick auch einen Namen als Komponist und Produzent von Filmmusik.

## Diskografie
- Tim Renwick 1980
- Privateer 2007
- Vintage Blues Guitar 2017